# Refuge faunique national de Havasu
Le refuge faunique national Havasu (en anglais Havasu National Wildlife Refuge) est un refuge faunique national américain situé sur le cours inférieur du fleuve Colorado en Arizona et en Californie. Il préserve l'habitat du mouflon d'Amérique du désert, du moucherolle des saules du sud-ouest en voie de disparition, des oiseaux et d'autres animaux. Le refuge protège 480 km de rives - de Needles, en Californie, à Lake Havasu City, en Arizona. L'un des derniers tronçons naturels subsistants du cours inférieur du fleuve Colorado traverse les 32 km des Gorges de Topock.

## Faune
Les espèces animales qui habitent ce refuge comprennent le faucon pèlerin, le coyote, le renard, le mouflon du désert, le grand géocoucou, le lynx roux et le puma. Des milliers de chauves-souris émergent des mines historiques.

## Five-Mile Landing
Pour aider les visiteurs du fleuve Colorado, le US Fish and Wildlife Service a autorisé un entrepreneur privé à exploiter un bateau, un canoë, un camping, un site de camping-car et un magasin dans le refuge de Five-Mile Landing, un site de 14 ha avec rampes de mise à l'eau à Topock Marsh dans la partie nord du refuge .

## Marais de Topock
Le marais de Topock est l'un des plus grands sites d'observation d'oiseaux de la vallée inférieure du Colorado, entre le barrage Hoover et le delta du fleuve Colorado.

## Catfish Paradise
Catfish Paradise (littéralement, Paradis du Poisson chat) est une zone située à l'extrémité sud du marais Topock . De nombreuses espèces vivant dans la région comprennent les ouaouarons, la carpe, le crapet-soleil, le poisson-chat, la marigane, l'achigan à grande bouche et le tilapia.